# 红额穗鹛
红额穗鹛（学名：Stachyridopsis rufifrons），是画眉科的一种，分布于缅甸、马来西亚、泰国和印度尼西亚。该物种的保护状况被评为无危。
红额穗鹛的平均体重约为9.7克。栖息地包括亚热带或热带的（低地）湿润疏灌丛、亚热带或热带的（低地）季节性湿润草原、亚热带或热带的湿润低地林、种植园、亚热带或热带严重退化的前森林和温带森林。